# Glasspar

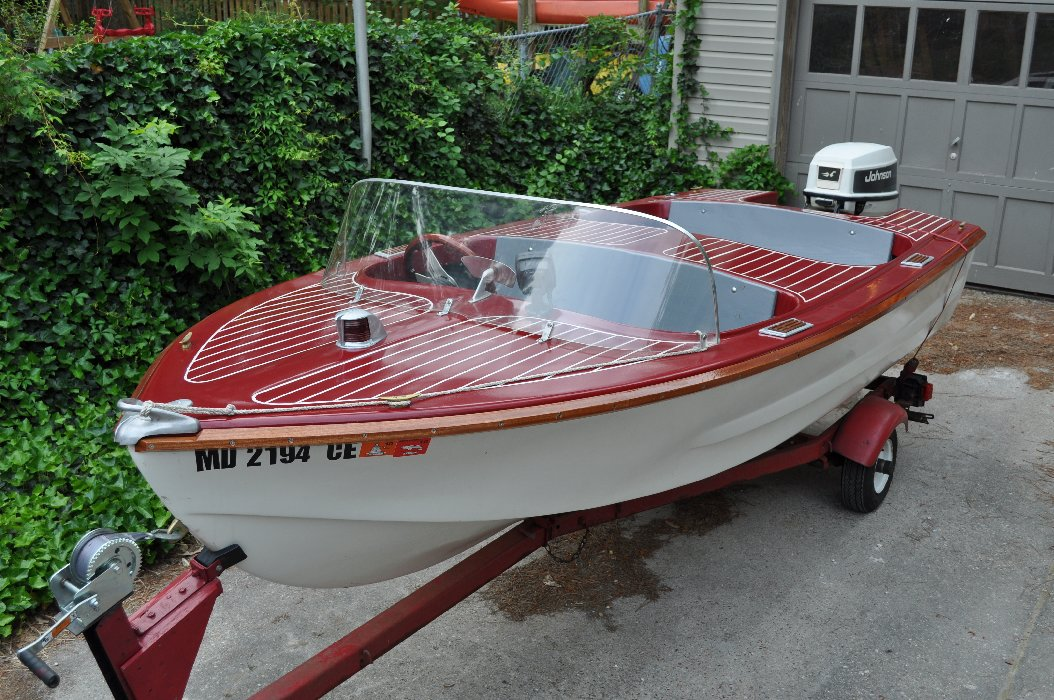
Glasspar Club Lido från 1956

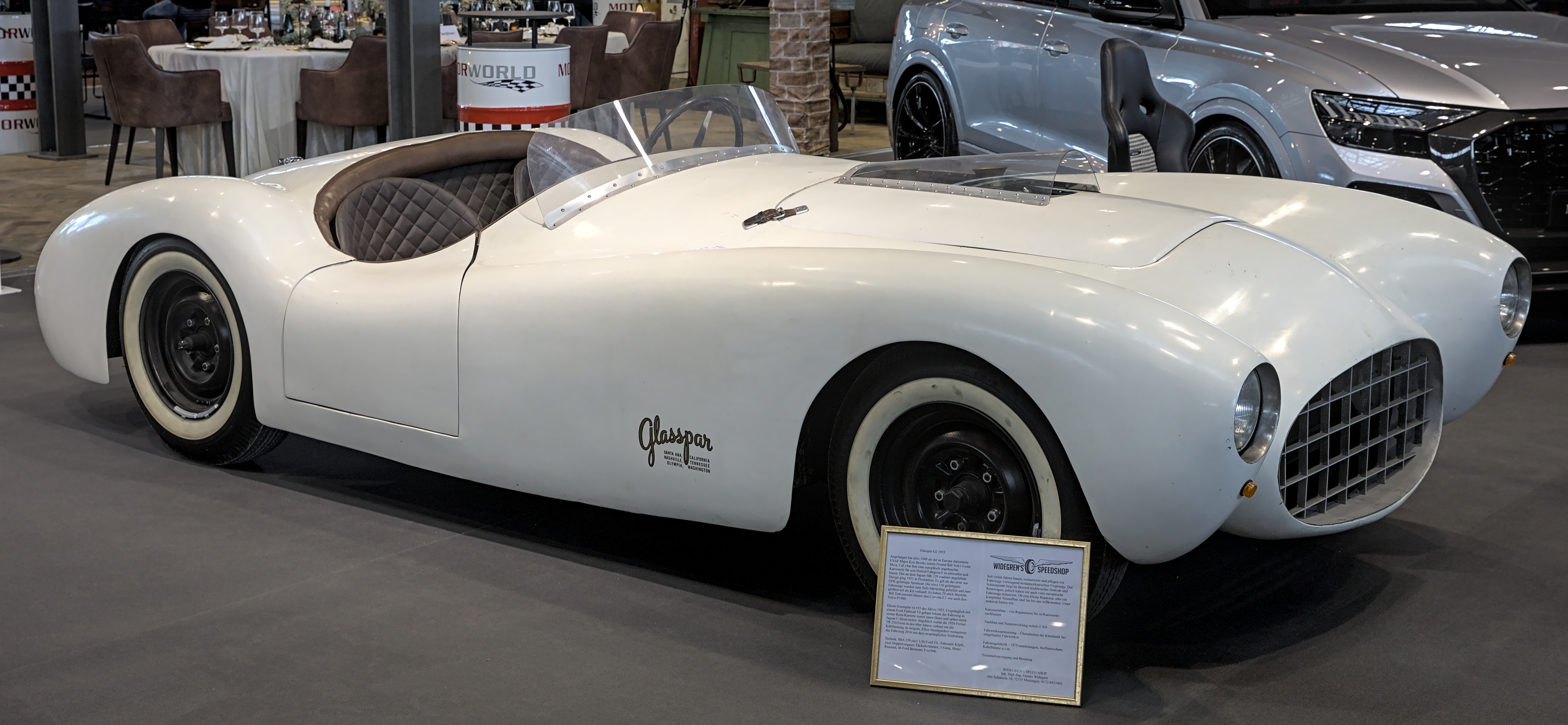
Glasspar G2, 1953

Glasspar var en amerikansk båttillverkare av småbåtar i glasfiberarmerad plast. Det grundades av Bill Tritt, som började bygga småbåtar i glasfiberarmerad plast i sin verkstad i Costa Mesa i Kalifornien.
Bill Tritt utbildade sig före andra världskriget i båtkonstruktion och -byggande vid Pennsylvania Western University, California i Santa Barbara. Han arbetade med produktionsplanering på Douglas Aircraft Company under andra världskriget och hade fram till 1945 byggt ett antal katamaransegelbåtar. År 1947 beställde hans vän John Green en tävlingssegelbåt i glasfiberarmerad plast på ungefär 20 fots längd. Denna båttyp fick namnet Green Dolphin och byggdes i fyra exemplar. Från 1948 byggde han små segeljollar i det 1947 grundade Glasspar Company och flyttade 1950 till större lokaler i Costa Mesa, och senare 1951 till Santa Ana i Kalifornien. 
Vid mitten av 1950-talet tillverkade Glasspar 15–20 procent av alla båtar i glasfiberarmerad plast, som såldes i USA. 
Glasspar var ett av de första företagen som byggde bilkarosser i glasfiber, varav den mest kända modellen var Glasspar G2. Andra var sportbilen Woodill Wildfire och Volvo Sport. Modellen Glasspar G2 inspirerade Chevrolet att utveckla sin Corvette.
Företaget köptes 1969 av Larson Boat Works i Minnesota.

## Glasspar G3
En av båttyperna var den 4,2 meter långa och 1,8 meter breda sportbåten Glasspar G3, som byggdes i början av 1960-talet. Den utgjorde grunden till den av Herman Henriksson och Lennart Ebbekke utvecklade, och bland annat av Sigurd Isacsons Örnbåtar tillverkade, racerbåten Weedo GT.